# Этюдозадача
Этюдозадача, Этюдо-задача — шахматная задача, в которой мат в заданное количество ходов является единственным способом выиграть. Выбор жанра, к которой причислить такую композицию — к этюдам или задачам — прерогатива самого автора.

## Примеры
|   | a | b | c | d | e | f | g | h |   |
| - | --- | --- | --- | --- | --- | --- | --- | --- | - |
| 8 | h7 белый ферзь · b3 чёрная пешка · a2 чёрный слон · b2 чёрная пешка · g2 белый король · a1 чёрный король | h7 белый ферзь · b3 чёрная пешка · a2 чёрный слон · b2 чёрная пешка · g2 белый король · a1 чёрный король | h7 белый ферзь · b3 чёрная пешка · a2 чёрный слон · b2 чёрная пешка · g2 белый король · a1 чёрный король | h7 белый ферзь · b3 чёрная пешка · a2 чёрный слон · b2 чёрная пешка · g2 белый король · a1 чёрный король | h7 белый ферзь · b3 чёрная пешка · a2 чёрный слон · b2 чёрная пешка · g2 белый король · a1 чёрный король | h7 белый ферзь · b3 чёрная пешка · a2 чёрный слон · b2 чёрная пешка · g2 белый король · a1 чёрный король | h7 белый ферзь · b3 чёрная пешка · a2 чёрный слон · b2 чёрная пешка · g2 белый король · a1 чёрный король | h7 белый ферзь · b3 чёрная пешка · a2 чёрный слон · b2 чёрная пешка · g2 белый король · a1 чёрный король | 8 |
| 7 | h7 белый ферзь · b3 чёрная пешка · a2 чёрный слон · b2 чёрная пешка · g2 белый король · a1 чёрный король | h7 белый ферзь · b3 чёрная пешка · a2 чёрный слон · b2 чёрная пешка · g2 белый король · a1 чёрный король | h7 белый ферзь · b3 чёрная пешка · a2 чёрный слон · b2 чёрная пешка · g2 белый король · a1 чёрный король | h7 белый ферзь · b3 чёрная пешка · a2 чёрный слон · b2 чёрная пешка · g2 белый король · a1 чёрный король | h7 белый ферзь · b3 чёрная пешка · a2 чёрный слон · b2 чёрная пешка · g2 белый король · a1 чёрный король | h7 белый ферзь · b3 чёрная пешка · a2 чёрный слон · b2 чёрная пешка · g2 белый король · a1 чёрный король | h7 белый ферзь · b3 чёрная пешка · a2 чёрный слон · b2 чёрная пешка · g2 белый король · a1 чёрный король | h7 белый ферзь · b3 чёрная пешка · a2 чёрный слон · b2 чёрная пешка · g2 белый король · a1 чёрный король | 7 |
| 6 | h7 белый ферзь · b3 чёрная пешка · a2 чёрный слон · b2 чёрная пешка · g2 белый король · a1 чёрный король | h7 белый ферзь · b3 чёрная пешка · a2 чёрный слон · b2 чёрная пешка · g2 белый король · a1 чёрный король | h7 белый ферзь · b3 чёрная пешка · a2 чёрный слон · b2 чёрная пешка · g2 белый король · a1 чёрный король | h7 белый ферзь · b3 чёрная пешка · a2 чёрный слон · b2 чёрная пешка · g2 белый король · a1 чёрный король | h7 белый ферзь · b3 чёрная пешка · a2 чёрный слон · b2 чёрная пешка · g2 белый король · a1 чёрный король | h7 белый ферзь · b3 чёрная пешка · a2 чёрный слон · b2 чёрная пешка · g2 белый король · a1 чёрный король | h7 белый ферзь · b3 чёрная пешка · a2 чёрный слон · b2 чёрная пешка · g2 белый король · a1 чёрный король | h7 белый ферзь · b3 чёрная пешка · a2 чёрный слон · b2 чёрная пешка · g2 белый король · a1 чёрный король | 6 |
| 5 | h7 белый ферзь · b3 чёрная пешка · a2 чёрный слон · b2 чёрная пешка · g2 белый король · a1 чёрный король | h7 белый ферзь · b3 чёрная пешка · a2 чёрный слон · b2 чёрная пешка · g2 белый король · a1 чёрный король | h7 белый ферзь · b3 чёрная пешка · a2 чёрный слон · b2 чёрная пешка · g2 белый король · a1 чёрный король | h7 белый ферзь · b3 чёрная пешка · a2 чёрный слон · b2 чёрная пешка · g2 белый король · a1 чёрный король | h7 белый ферзь · b3 чёрная пешка · a2 чёрный слон · b2 чёрная пешка · g2 белый король · a1 чёрный король | h7 белый ферзь · b3 чёрная пешка · a2 чёрный слон · b2 чёрная пешка · g2 белый король · a1 чёрный король | h7 белый ферзь · b3 чёрная пешка · a2 чёрный слон · b2 чёрная пешка · g2 белый король · a1 чёрный король | h7 белый ферзь · b3 чёрная пешка · a2 чёрный слон · b2 чёрная пешка · g2 белый король · a1 чёрный король | 5 |
| 4 | h7 белый ферзь · b3 чёрная пешка · a2 чёрный слон · b2 чёрная пешка · g2 белый король · a1 чёрный король | h7 белый ферзь · b3 чёрная пешка · a2 чёрный слон · b2 чёрная пешка · g2 белый король · a1 чёрный король | h7 белый ферзь · b3 чёрная пешка · a2 чёрный слон · b2 чёрная пешка · g2 белый король · a1 чёрный король | h7 белый ферзь · b3 чёрная пешка · a2 чёрный слон · b2 чёрная пешка · g2 белый король · a1 чёрный король | h7 белый ферзь · b3 чёрная пешка · a2 чёрный слон · b2 чёрная пешка · g2 белый король · a1 чёрный король | h7 белый ферзь · b3 чёрная пешка · a2 чёрный слон · b2 чёрная пешка · g2 белый король · a1 чёрный король | h7 белый ферзь · b3 чёрная пешка · a2 чёрный слон · b2 чёрная пешка · g2 белый король · a1 чёрный король | h7 белый ферзь · b3 чёрная пешка · a2 чёрный слон · b2 чёрная пешка · g2 белый король · a1 чёрный король | 4 |
| 3 | h7 белый ферзь · b3 чёрная пешка · a2 чёрный слон · b2 чёрная пешка · g2 белый король · a1 чёрный король | h7 белый ферзь · b3 чёрная пешка · a2 чёрный слон · b2 чёрная пешка · g2 белый король · a1 чёрный король | h7 белый ферзь · b3 чёрная пешка · a2 чёрный слон · b2 чёрная пешка · g2 белый король · a1 чёрный король | h7 белый ферзь · b3 чёрная пешка · a2 чёрный слон · b2 чёрная пешка · g2 белый король · a1 чёрный король | h7 белый ферзь · b3 чёрная пешка · a2 чёрный слон · b2 чёрная пешка · g2 белый король · a1 чёрный король | h7 белый ферзь · b3 чёрная пешка · a2 чёрный слон · b2 чёрная пешка · g2 белый король · a1 чёрный король | h7 белый ферзь · b3 чёрная пешка · a2 чёрный слон · b2 чёрная пешка · g2 белый король · a1 чёрный король | h7 белый ферзь · b3 чёрная пешка · a2 чёрный слон · b2 чёрная пешка · g2 белый король · a1 чёрный король | 3 |
| 2 | h7 белый ферзь · b3 чёрная пешка · a2 чёрный слон · b2 чёрная пешка · g2 белый король · a1 чёрный король | h7 белый ферзь · b3 чёрная пешка · a2 чёрный слон · b2 чёрная пешка · g2 белый король · a1 чёрный король | h7 белый ферзь · b3 чёрная пешка · a2 чёрный слон · b2 чёрная пешка · g2 белый король · a1 чёрный король | h7 белый ферзь · b3 чёрная пешка · a2 чёрный слон · b2 чёрная пешка · g2 белый король · a1 чёрный король | h7 белый ферзь · b3 чёрная пешка · a2 чёрный слон · b2 чёрная пешка · g2 белый король · a1 чёрный король | h7 белый ферзь · b3 чёрная пешка · a2 чёрный слон · b2 чёрная пешка · g2 белый король · a1 чёрный король | h7 белый ферзь · b3 чёрная пешка · a2 чёрный слон · b2 чёрная пешка · g2 белый король · a1 чёрный король | h7 белый ферзь · b3 чёрная пешка · a2 чёрный слон · b2 чёрная пешка · g2 белый король · a1 чёрный король | 2 |
| 1 | h7 белый ферзь · b3 чёрная пешка · a2 чёрный слон · b2 чёрная пешка · g2 белый король · a1 чёрный король | h7 белый ферзь · b3 чёрная пешка · a2 чёрный слон · b2 чёрная пешка · g2 белый король · a1 чёрный король | h7 белый ферзь · b3 чёрная пешка · a2 чёрный слон · b2 чёрная пешка · g2 белый король · a1 чёрный король | h7 белый ферзь · b3 чёрная пешка · a2 чёрный слон · b2 чёрная пешка · g2 белый король · a1 чёрный король | h7 белый ферзь · b3 чёрная пешка · a2 чёрный слон · b2 чёрная пешка · g2 белый король · a1 чёрный король | h7 белый ферзь · b3 чёрная пешка · a2 чёрный слон · b2 чёрная пешка · g2 белый король · a1 чёрный король | h7 белый ферзь · b3 чёрная пешка · a2 чёрный слон · b2 чёрная пешка · g2 белый король · a1 чёрный король | h7 белый ферзь · b3 чёрная пешка · a2 чёрный слон · b2 чёрная пешка · g2 белый король · a1 чёрный король | 1 |
|   | a | b | c | d | e | f | g | h |   |

1.Фg7 Kpb1 2.Фc3 Kpa1 3.Фd4 Сb1 4.Фg1 Kpa2 5.Фa7х,
1…Сb1 2.Фa7+ Сa2 3.Фd4 Сb1 4.Фg1 Kpa2 5.Фd1х.
Как отмечает гроссмейстер Яков Владимиров: 

Позиция могла бы иметь другое задание — мат в пять ходов, так как показанное решение — единственный путь не только к мату, но и к выигрышу вообще. Подобные композиции называются этюдо-задачами.— Владимиров Я. Г. 1000 шахматных этюдов, — М.: АСТ, 2003, С.277—278
|   | a | b | c | d | e | f | g | h |   |
| - | --- | --- | --- | --- | --- | --- | --- | --- | - |
| 8 | a8 белая ладья · d8 чёрный слон · b7 чёрная пешка · c7 чёрный король · d6 чёрная пешка · c5 чёрная пешка · d5 белая пешка · a4 белый слон · c4 белый конь · f4 белая пешка · f3 чёрная пешка · g3 чёрный конь · g2 чёрная ладья · h2 чёрная ладья · b1 белая ладья · e1 белый король | a8 белая ладья · d8 чёрный слон · b7 чёрная пешка · c7 чёрный король · d6 чёрная пешка · c5 чёрная пешка · d5 белая пешка · a4 белый слон · c4 белый конь · f4 белая пешка · f3 чёрная пешка · g3 чёрный конь · g2 чёрная ладья · h2 чёрная ладья · b1 белая ладья · e1 белый король | a8 белая ладья · d8 чёрный слон · b7 чёрная пешка · c7 чёрный король · d6 чёрная пешка · c5 чёрная пешка · d5 белая пешка · a4 белый слон · c4 белый конь · f4 белая пешка · f3 чёрная пешка · g3 чёрный конь · g2 чёрная ладья · h2 чёрная ладья · b1 белая ладья · e1 белый король | a8 белая ладья · d8 чёрный слон · b7 чёрная пешка · c7 чёрный король · d6 чёрная пешка · c5 чёрная пешка · d5 белая пешка · a4 белый слон · c4 белый конь · f4 белая пешка · f3 чёрная пешка · g3 чёрный конь · g2 чёрная ладья · h2 чёрная ладья · b1 белая ладья · e1 белый король | a8 белая ладья · d8 чёрный слон · b7 чёрная пешка · c7 чёрный король · d6 чёрная пешка · c5 чёрная пешка · d5 белая пешка · a4 белый слон · c4 белый конь · f4 белая пешка · f3 чёрная пешка · g3 чёрный конь · g2 чёрная ладья · h2 чёрная ладья · b1 белая ладья · e1 белый король | a8 белая ладья · d8 чёрный слон · b7 чёрная пешка · c7 чёрный король · d6 чёрная пешка · c5 чёрная пешка · d5 белая пешка · a4 белый слон · c4 белый конь · f4 белая пешка · f3 чёрная пешка · g3 чёрный конь · g2 чёрная ладья · h2 чёрная ладья · b1 белая ладья · e1 белый король | a8 белая ладья · d8 чёрный слон · b7 чёрная пешка · c7 чёрный король · d6 чёрная пешка · c5 чёрная пешка · d5 белая пешка · a4 белый слон · c4 белый конь · f4 белая пешка · f3 чёрная пешка · g3 чёрный конь · g2 чёрная ладья · h2 чёрная ладья · b1 белая ладья · e1 белый король | a8 белая ладья · d8 чёрный слон · b7 чёрная пешка · c7 чёрный король · d6 чёрная пешка · c5 чёрная пешка · d5 белая пешка · a4 белый слон · c4 белый конь · f4 белая пешка · f3 чёрная пешка · g3 чёрный конь · g2 чёрная ладья · h2 чёрная ладья · b1 белая ладья · e1 белый король | 8 |
| 7 | a8 белая ладья · d8 чёрный слон · b7 чёрная пешка · c7 чёрный король · d6 чёрная пешка · c5 чёрная пешка · d5 белая пешка · a4 белый слон · c4 белый конь · f4 белая пешка · f3 чёрная пешка · g3 чёрный конь · g2 чёрная ладья · h2 чёрная ладья · b1 белая ладья · e1 белый король | a8 белая ладья · d8 чёрный слон · b7 чёрная пешка · c7 чёрный король · d6 чёрная пешка · c5 чёрная пешка · d5 белая пешка · a4 белый слон · c4 белый конь · f4 белая пешка · f3 чёрная пешка · g3 чёрный конь · g2 чёрная ладья · h2 чёрная ладья · b1 белая ладья · e1 белый король | a8 белая ладья · d8 чёрный слон · b7 чёрная пешка · c7 чёрный король · d6 чёрная пешка · c5 чёрная пешка · d5 белая пешка · a4 белый слон · c4 белый конь · f4 белая пешка · f3 чёрная пешка · g3 чёрный конь · g2 чёрная ладья · h2 чёрная ладья · b1 белая ладья · e1 белый король | a8 белая ладья · d8 чёрный слон · b7 чёрная пешка · c7 чёрный король · d6 чёрная пешка · c5 чёрная пешка · d5 белая пешка · a4 белый слон · c4 белый конь · f4 белая пешка · f3 чёрная пешка · g3 чёрный конь · g2 чёрная ладья · h2 чёрная ладья · b1 белая ладья · e1 белый король | a8 белая ладья · d8 чёрный слон · b7 чёрная пешка · c7 чёрный король · d6 чёрная пешка · c5 чёрная пешка · d5 белая пешка · a4 белый слон · c4 белый конь · f4 белая пешка · f3 чёрная пешка · g3 чёрный конь · g2 чёрная ладья · h2 чёрная ладья · b1 белая ладья · e1 белый король | a8 белая ладья · d8 чёрный слон · b7 чёрная пешка · c7 чёрный король · d6 чёрная пешка · c5 чёрная пешка · d5 белая пешка · a4 белый слон · c4 белый конь · f4 белая пешка · f3 чёрная пешка · g3 чёрный конь · g2 чёрная ладья · h2 чёрная ладья · b1 белая ладья · e1 белый король | a8 белая ладья · d8 чёрный слон · b7 чёрная пешка · c7 чёрный король · d6 чёрная пешка · c5 чёрная пешка · d5 белая пешка · a4 белый слон · c4 белый конь · f4 белая пешка · f3 чёрная пешка · g3 чёрный конь · g2 чёрная ладья · h2 чёрная ладья · b1 белая ладья · e1 белый король | a8 белая ладья · d8 чёрный слон · b7 чёрная пешка · c7 чёрный король · d6 чёрная пешка · c5 чёрная пешка · d5 белая пешка · a4 белый слон · c4 белый конь · f4 белая пешка · f3 чёрная пешка · g3 чёрный конь · g2 чёрная ладья · h2 чёрная ладья · b1 белая ладья · e1 белый король | 7 |
| 6 | a8 белая ладья · d8 чёрный слон · b7 чёрная пешка · c7 чёрный король · d6 чёрная пешка · c5 чёрная пешка · d5 белая пешка · a4 белый слон · c4 белый конь · f4 белая пешка · f3 чёрная пешка · g3 чёрный конь · g2 чёрная ладья · h2 чёрная ладья · b1 белая ладья · e1 белый король | a8 белая ладья · d8 чёрный слон · b7 чёрная пешка · c7 чёрный король · d6 чёрная пешка · c5 чёрная пешка · d5 белая пешка · a4 белый слон · c4 белый конь · f4 белая пешка · f3 чёрная пешка · g3 чёрный конь · g2 чёрная ладья · h2 чёрная ладья · b1 белая ладья · e1 белый король | a8 белая ладья · d8 чёрный слон · b7 чёрная пешка · c7 чёрный король · d6 чёрная пешка · c5 чёрная пешка · d5 белая пешка · a4 белый слон · c4 белый конь · f4 белая пешка · f3 чёрная пешка · g3 чёрный конь · g2 чёрная ладья · h2 чёрная ладья · b1 белая ладья · e1 белый король | a8 белая ладья · d8 чёрный слон · b7 чёрная пешка · c7 чёрный король · d6 чёрная пешка · c5 чёрная пешка · d5 белая пешка · a4 белый слон · c4 белый конь · f4 белая пешка · f3 чёрная пешка · g3 чёрный конь · g2 чёрная ладья · h2 чёрная ладья · b1 белая ладья · e1 белый король | a8 белая ладья · d8 чёрный слон · b7 чёрная пешка · c7 чёрный король · d6 чёрная пешка · c5 чёрная пешка · d5 белая пешка · a4 белый слон · c4 белый конь · f4 белая пешка · f3 чёрная пешка · g3 чёрный конь · g2 чёрная ладья · h2 чёрная ладья · b1 белая ладья · e1 белый король | a8 белая ладья · d8 чёрный слон · b7 чёрная пешка · c7 чёрный король · d6 чёрная пешка · c5 чёрная пешка · d5 белая пешка · a4 белый слон · c4 белый конь · f4 белая пешка · f3 чёрная пешка · g3 чёрный конь · g2 чёрная ладья · h2 чёрная ладья · b1 белая ладья · e1 белый король | a8 белая ладья · d8 чёрный слон · b7 чёрная пешка · c7 чёрный король · d6 чёрная пешка · c5 чёрная пешка · d5 белая пешка · a4 белый слон · c4 белый конь · f4 белая пешка · f3 чёрная пешка · g3 чёрный конь · g2 чёрная ладья · h2 чёрная ладья · b1 белая ладья · e1 белый король | a8 белая ладья · d8 чёрный слон · b7 чёрная пешка · c7 чёрный король · d6 чёрная пешка · c5 чёрная пешка · d5 белая пешка · a4 белый слон · c4 белый конь · f4 белая пешка · f3 чёрная пешка · g3 чёрный конь · g2 чёрная ладья · h2 чёрная ладья · b1 белая ладья · e1 белый король | 6 |
| 5 | a8 белая ладья · d8 чёрный слон · b7 чёрная пешка · c7 чёрный король · d6 чёрная пешка · c5 чёрная пешка · d5 белая пешка · a4 белый слон · c4 белый конь · f4 белая пешка · f3 чёрная пешка · g3 чёрный конь · g2 чёрная ладья · h2 чёрная ладья · b1 белая ладья · e1 белый король | a8 белая ладья · d8 чёрный слон · b7 чёрная пешка · c7 чёрный король · d6 чёрная пешка · c5 чёрная пешка · d5 белая пешка · a4 белый слон · c4 белый конь · f4 белая пешка · f3 чёрная пешка · g3 чёрный конь · g2 чёрная ладья · h2 чёрная ладья · b1 белая ладья · e1 белый король | a8 белая ладья · d8 чёрный слон · b7 чёрная пешка · c7 чёрный король · d6 чёрная пешка · c5 чёрная пешка · d5 белая пешка · a4 белый слон · c4 белый конь · f4 белая пешка · f3 чёрная пешка · g3 чёрный конь · g2 чёрная ладья · h2 чёрная ладья · b1 белая ладья · e1 белый король | a8 белая ладья · d8 чёрный слон · b7 чёрная пешка · c7 чёрный король · d6 чёрная пешка · c5 чёрная пешка · d5 белая пешка · a4 белый слон · c4 белый конь · f4 белая пешка · f3 чёрная пешка · g3 чёрный конь · g2 чёрная ладья · h2 чёрная ладья · b1 белая ладья · e1 белый король | a8 белая ладья · d8 чёрный слон · b7 чёрная пешка · c7 чёрный король · d6 чёрная пешка · c5 чёрная пешка · d5 белая пешка · a4 белый слон · c4 белый конь · f4 белая пешка · f3 чёрная пешка · g3 чёрный конь · g2 чёрная ладья · h2 чёрная ладья · b1 белая ладья · e1 белый король | a8 белая ладья · d8 чёрный слон · b7 чёрная пешка · c7 чёрный король · d6 чёрная пешка · c5 чёрная пешка · d5 белая пешка · a4 белый слон · c4 белый конь · f4 белая пешка · f3 чёрная пешка · g3 чёрный конь · g2 чёрная ладья · h2 чёрная ладья · b1 белая ладья · e1 белый король | a8 белая ладья · d8 чёрный слон · b7 чёрная пешка · c7 чёрный король · d6 чёрная пешка · c5 чёрная пешка · d5 белая пешка · a4 белый слон · c4 белый конь · f4 белая пешка · f3 чёрная пешка · g3 чёрный конь · g2 чёрная ладья · h2 чёрная ладья · b1 белая ладья · e1 белый король | a8 белая ладья · d8 чёрный слон · b7 чёрная пешка · c7 чёрный король · d6 чёрная пешка · c5 чёрная пешка · d5 белая пешка · a4 белый слон · c4 белый конь · f4 белая пешка · f3 чёрная пешка · g3 чёрный конь · g2 чёрная ладья · h2 чёрная ладья · b1 белая ладья · e1 белый король | 5 |
| 4 | a8 белая ладья · d8 чёрный слон · b7 чёрная пешка · c7 чёрный король · d6 чёрная пешка · c5 чёрная пешка · d5 белая пешка · a4 белый слон · c4 белый конь · f4 белая пешка · f3 чёрная пешка · g3 чёрный конь · g2 чёрная ладья · h2 чёрная ладья · b1 белая ладья · e1 белый король | a8 белая ладья · d8 чёрный слон · b7 чёрная пешка · c7 чёрный король · d6 чёрная пешка · c5 чёрная пешка · d5 белая пешка · a4 белый слон · c4 белый конь · f4 белая пешка · f3 чёрная пешка · g3 чёрный конь · g2 чёрная ладья · h2 чёрная ладья · b1 белая ладья · e1 белый король | a8 белая ладья · d8 чёрный слон · b7 чёрная пешка · c7 чёрный король · d6 чёрная пешка · c5 чёрная пешка · d5 белая пешка · a4 белый слон · c4 белый конь · f4 белая пешка · f3 чёрная пешка · g3 чёрный конь · g2 чёрная ладья · h2 чёрная ладья · b1 белая ладья · e1 белый король | a8 белая ладья · d8 чёрный слон · b7 чёрная пешка · c7 чёрный король · d6 чёрная пешка · c5 чёрная пешка · d5 белая пешка · a4 белый слон · c4 белый конь · f4 белая пешка · f3 чёрная пешка · g3 чёрный конь · g2 чёрная ладья · h2 чёрная ладья · b1 белая ладья · e1 белый король | a8 белая ладья · d8 чёрный слон · b7 чёрная пешка · c7 чёрный король · d6 чёрная пешка · c5 чёрная пешка · d5 белая пешка · a4 белый слон · c4 белый конь · f4 белая пешка · f3 чёрная пешка · g3 чёрный конь · g2 чёрная ладья · h2 чёрная ладья · b1 белая ладья · e1 белый король | a8 белая ладья · d8 чёрный слон · b7 чёрная пешка · c7 чёрный король · d6 чёрная пешка · c5 чёрная пешка · d5 белая пешка · a4 белый слон · c4 белый конь · f4 белая пешка · f3 чёрная пешка · g3 чёрный конь · g2 чёрная ладья · h2 чёрная ладья · b1 белая ладья · e1 белый король | a8 белая ладья · d8 чёрный слон · b7 чёрная пешка · c7 чёрный король · d6 чёрная пешка · c5 чёрная пешка · d5 белая пешка · a4 белый слон · c4 белый конь · f4 белая пешка · f3 чёрная пешка · g3 чёрный конь · g2 чёрная ладья · h2 чёрная ладья · b1 белая ладья · e1 белый король | a8 белая ладья · d8 чёрный слон · b7 чёрная пешка · c7 чёрный король · d6 чёрная пешка · c5 чёрная пешка · d5 белая пешка · a4 белый слон · c4 белый конь · f4 белая пешка · f3 чёрная пешка · g3 чёрный конь · g2 чёрная ладья · h2 чёрная ладья · b1 белая ладья · e1 белый король | 4 |
| 3 | a8 белая ладья · d8 чёрный слон · b7 чёрная пешка · c7 чёрный король · d6 чёрная пешка · c5 чёрная пешка · d5 белая пешка · a4 белый слон · c4 белый конь · f4 белая пешка · f3 чёрная пешка · g3 чёрный конь · g2 чёрная ладья · h2 чёрная ладья · b1 белая ладья · e1 белый король | a8 белая ладья · d8 чёрный слон · b7 чёрная пешка · c7 чёрный король · d6 чёрная пешка · c5 чёрная пешка · d5 белая пешка · a4 белый слон · c4 белый конь · f4 белая пешка · f3 чёрная пешка · g3 чёрный конь · g2 чёрная ладья · h2 чёрная ладья · b1 белая ладья · e1 белый король | a8 белая ладья · d8 чёрный слон · b7 чёрная пешка · c7 чёрный король · d6 чёрная пешка · c5 чёрная пешка · d5 белая пешка · a4 белый слон · c4 белый конь · f4 белая пешка · f3 чёрная пешка · g3 чёрный конь · g2 чёрная ладья · h2 чёрная ладья · b1 белая ладья · e1 белый король | a8 белая ладья · d8 чёрный слон · b7 чёрная пешка · c7 чёрный король · d6 чёрная пешка · c5 чёрная пешка · d5 белая пешка · a4 белый слон · c4 белый конь · f4 белая пешка · f3 чёрная пешка · g3 чёрный конь · g2 чёрная ладья · h2 чёрная ладья · b1 белая ладья · e1 белый король | a8 белая ладья · d8 чёрный слон · b7 чёрная пешка · c7 чёрный король · d6 чёрная пешка · c5 чёрная пешка · d5 белая пешка · a4 белый слон · c4 белый конь · f4 белая пешка · f3 чёрная пешка · g3 чёрный конь · g2 чёрная ладья · h2 чёрная ладья · b1 белая ладья · e1 белый король | a8 белая ладья · d8 чёрный слон · b7 чёрная пешка · c7 чёрный король · d6 чёрная пешка · c5 чёрная пешка · d5 белая пешка · a4 белый слон · c4 белый конь · f4 белая пешка · f3 чёрная пешка · g3 чёрный конь · g2 чёрная ладья · h2 чёрная ладья · b1 белая ладья · e1 белый король | a8 белая ладья · d8 чёрный слон · b7 чёрная пешка · c7 чёрный король · d6 чёрная пешка · c5 чёрная пешка · d5 белая пешка · a4 белый слон · c4 белый конь · f4 белая пешка · f3 чёрная пешка · g3 чёрный конь · g2 чёрная ладья · h2 чёрная ладья · b1 белая ладья · e1 белый король | a8 белая ладья · d8 чёрный слон · b7 чёрная пешка · c7 чёрный король · d6 чёрная пешка · c5 чёрная пешка · d5 белая пешка · a4 белый слон · c4 белый конь · f4 белая пешка · f3 чёрная пешка · g3 чёрный конь · g2 чёрная ладья · h2 чёрная ладья · b1 белая ладья · e1 белый король | 3 |
| 2 | a8 белая ладья · d8 чёрный слон · b7 чёрная пешка · c7 чёрный король · d6 чёрная пешка · c5 чёрная пешка · d5 белая пешка · a4 белый слон · c4 белый конь · f4 белая пешка · f3 чёрная пешка · g3 чёрный конь · g2 чёрная ладья · h2 чёрная ладья · b1 белая ладья · e1 белый король | a8 белая ладья · d8 чёрный слон · b7 чёрная пешка · c7 чёрный король · d6 чёрная пешка · c5 чёрная пешка · d5 белая пешка · a4 белый слон · c4 белый конь · f4 белая пешка · f3 чёрная пешка · g3 чёрный конь · g2 чёрная ладья · h2 чёрная ладья · b1 белая ладья · e1 белый король | a8 белая ладья · d8 чёрный слон · b7 чёрная пешка · c7 чёрный король · d6 чёрная пешка · c5 чёрная пешка · d5 белая пешка · a4 белый слон · c4 белый конь · f4 белая пешка · f3 чёрная пешка · g3 чёрный конь · g2 чёрная ладья · h2 чёрная ладья · b1 белая ладья · e1 белый король | a8 белая ладья · d8 чёрный слон · b7 чёрная пешка · c7 чёрный король · d6 чёрная пешка · c5 чёрная пешка · d5 белая пешка · a4 белый слон · c4 белый конь · f4 белая пешка · f3 чёрная пешка · g3 чёрный конь · g2 чёрная ладья · h2 чёрная ладья · b1 белая ладья · e1 белый король | a8 белая ладья · d8 чёрный слон · b7 чёрная пешка · c7 чёрный король · d6 чёрная пешка · c5 чёрная пешка · d5 белая пешка · a4 белый слон · c4 белый конь · f4 белая пешка · f3 чёрная пешка · g3 чёрный конь · g2 чёрная ладья · h2 чёрная ладья · b1 белая ладья · e1 белый король | a8 белая ладья · d8 чёрный слон · b7 чёрная пешка · c7 чёрный король · d6 чёрная пешка · c5 чёрная пешка · d5 белая пешка · a4 белый слон · c4 белый конь · f4 белая пешка · f3 чёрная пешка · g3 чёрный конь · g2 чёрная ладья · h2 чёрная ладья · b1 белая ладья · e1 белый король | a8 белая ладья · d8 чёрный слон · b7 чёрная пешка · c7 чёрный король · d6 чёрная пешка · c5 чёрная пешка · d5 белая пешка · a4 белый слон · c4 белый конь · f4 белая пешка · f3 чёрная пешка · g3 чёрный конь · g2 чёрная ладья · h2 чёрная ладья · b1 белая ладья · e1 белый король | a8 белая ладья · d8 чёрный слон · b7 чёрная пешка · c7 чёрный король · d6 чёрная пешка · c5 чёрная пешка · d5 белая пешка · a4 белый слон · c4 белый конь · f4 белая пешка · f3 чёрная пешка · g3 чёрный конь · g2 чёрная ладья · h2 чёрная ладья · b1 белая ладья · e1 белый король | 2 |
| 1 | a8 белая ладья · d8 чёрный слон · b7 чёрная пешка · c7 чёрный король · d6 чёрная пешка · c5 чёрная пешка · d5 белая пешка · a4 белый слон · c4 белый конь · f4 белая пешка · f3 чёрная пешка · g3 чёрный конь · g2 чёрная ладья · h2 чёрная ладья · b1 белая ладья · e1 белый король | a8 белая ладья · d8 чёрный слон · b7 чёрная пешка · c7 чёрный король · d6 чёрная пешка · c5 чёрная пешка · d5 белая пешка · a4 белый слон · c4 белый конь · f4 белая пешка · f3 чёрная пешка · g3 чёрный конь · g2 чёрная ладья · h2 чёрная ладья · b1 белая ладья · e1 белый король | a8 белая ладья · d8 чёрный слон · b7 чёрная пешка · c7 чёрный король · d6 чёрная пешка · c5 чёрная пешка · d5 белая пешка · a4 белый слон · c4 белый конь · f4 белая пешка · f3 чёрная пешка · g3 чёрный конь · g2 чёрная ладья · h2 чёрная ладья · b1 белая ладья · e1 белый король | a8 белая ладья · d8 чёрный слон · b7 чёрная пешка · c7 чёрный король · d6 чёрная пешка · c5 чёрная пешка · d5 белая пешка · a4 белый слон · c4 белый конь · f4 белая пешка · f3 чёрная пешка · g3 чёрный конь · g2 чёрная ладья · h2 чёрная ладья · b1 белая ладья · e1 белый король | a8 белая ладья · d8 чёрный слон · b7 чёрная пешка · c7 чёрный король · d6 чёрная пешка · c5 чёрная пешка · d5 белая пешка · a4 белый слон · c4 белый конь · f4 белая пешка · f3 чёрная пешка · g3 чёрный конь · g2 чёрная ладья · h2 чёрная ладья · b1 белая ладья · e1 белый король | a8 белая ладья · d8 чёрный слон · b7 чёрная пешка · c7 чёрный король · d6 чёрная пешка · c5 чёрная пешка · d5 белая пешка · a4 белый слон · c4 белый конь · f4 белая пешка · f3 чёрная пешка · g3 чёрный конь · g2 чёрная ладья · h2 чёрная ладья · b1 белая ладья · e1 белый король | a8 белая ладья · d8 чёрный слон · b7 чёрная пешка · c7 чёрный король · d6 чёрная пешка · c5 чёрная пешка · d5 белая пешка · a4 белый слон · c4 белый конь · f4 белая пешка · f3 чёрная пешка · g3 чёрный конь · g2 чёрная ладья · h2 чёрная ладья · b1 белая ладья · e1 белый король | a8 белая ладья · d8 чёрный слон · b7 чёрная пешка · c7 чёрный король · d6 чёрная пешка · c5 чёрная пешка · d5 белая пешка · a4 белый слон · c4 белый конь · f4 белая пешка · f3 чёрная пешка · g3 чёрный конь · g2 чёрная ладья · h2 чёрная ладья · b1 белая ладья · e1 белый король | 1 |
|   | a | b | c | d | e | f | g | h |   |

1.Л:b7+ Kp:b7 2.Cc6+ Kpc7 3.Лa7+ Kpb8 4.Лb7+ Kpa8 5.Лd7+ Kpb8 6.Л:d8+ Kpc7 7.Лd7+ Kpb8 8.Лb7+ Kpc8 9.K:d6+ Kpd8 10.Лd7x